# Сибірцев Василь Іванович
Василь Іванович Сибірцев (нар. 16 травня 1950, село Черняхівка, тепер Кропивницький район Кіровоградська область) — український діяч, голова Кіровоградської обласної ради (1999—2006).

## Життєпис
У вересні 1965 — березні 1969 року — учень Кіровоградського будівельного технікуму. У березні — травні 1969 року — майстер спеціалізованого будівельного управління «Житлобуд» тресту «Кіровоградпромбуд» міста Кіровограда. У травні 1969 — серпні 1971 року — служба в Радянській армії. У серпні 1971 — березні 1974 року — майстер, виконроб спеціалізованого будівельного управління «Житлобуд» тресту «Кіровоградпромбуд» міста Кіровограда.
У березні 1974 — січні 1980 року — головний інженер, начальник відділу капітального будівництва Кіровоградського районного управління сільського господарства. Член КПРС.
У 1979 році закінчив Криворізький гірничорудний інститут Дніпропетровської області за спеціальністю «Промислове і цивільне будівництво», інженер-будівельник.
У січні 1980 — травні 1981 року — головний інженер пересувної механізованої колони № 137 тресту «Кіровоградсільбуд».
У жовтні 1981 — січні 1986 року — голова правління Кіровоградського обласного міжколгоспне об'єднання з будівництва. У січні — червні 1986 року — виконувач обов'язків голови правління, у червні 1986 — серпні 1987 року — голова правління, у серпні 1987 — лютому 1988 року — начальник кошторисно-договірного відділу Кіровоградського обласного кооперативно-державного об'єднання з агропромислового будівництва «Кіровоградоблагробуд».
У лютому — листопаді 1988 року — заступник генерального директора з капітального будівництва виробничого об'єднання «Червона Зірка» міста Кіровограда.
У листопаді 1988 — травні 1990 року — головний спеціаліст, начальник відділу координації будівництва, планування підрядних робіт Головного планово-економічного управління Кіровоградського обласного виконавчого комітету.
У травні 1990 — січні 1991 року — 1-й заступник голови, у січні 1991 — березні 1992 року — заступник голови виконавчого комітету Кіровоградської міської ради — начальник управління з економічного і соціального розвитку, у березні — липні 1992 року — в.о. 1-го заступника голови, у липні 1992 — грудні 1996 року —  1-й заступник голови виконавчого комітету Кіровоградської міської ради народних депутатів.
У грудні 1996 — грудні 1999 року — 1-й заступник голови Кіровоградської обласної державної адміністрації.
10 грудня 1999 — 28 квітня 2006 року — голова Кіровоградської обласної ради.
З листопада 2006 року по грудень 2007 року — голова правління громадської організації «Спілка підприємців Кіровоградської області». З листопада 2007 року по грудень 2007 року — радник голови патронатної служби голови Кіровоградської обласної державної адміністрації.
У грудні 2007 — квітні 2010 року — заступник голови Кіровоградської обласної державної адміністрації з питань будівництва, містобудування, архітектури та житлово-комунального господарства.

## Звання
- Державний службовець 1-го рангу[2]

## Нагороди та відзнаки
- орден «За заслуги» ІІІ ступеня (2000)
- орден «За заслуги» ІІ ступеня (.08.2004)[3]
- медаль «За військову доблесть» (1970)
- Почесна відзнака МНС України (1999)
- Почесна грамота Верховної Ради України (2002)
- Почесна грамота Кабінету Міністрів України (02.2004)[4]